# Catalina (Covasna)
Catalina (in passato Sâncatolna, in ungherese Szentkatolna) è un comune della Romania di 3523 abitanti, ubicata nel distretto di Covasna, nella regione storica della Transilvania.
Il comune è formato dall'unione di 5 villaggi: Catalina, Hătuica, Imeni, Mărcușa, Mărtineni.
La popolazione del comune è pressoché totalmente di origine e lingua ungherese....?